# Municipio de San Juan del Río (Querétaro)
El municipio de San Juan del Río es uno de los 18 municipios del estado de Querétaro, México, en la región del Bajío. Tiene una población total de 297,804 personas en una superficie territorial de 770.9 km². Colinda al norte con el municipio de Tequisquiapan, al este con el estado de Hidalgo, al sur con en el estado de México y el municipio de Amealco de Bonfil y al oeste con los municipios de Huimilpan y Pedro Escobedo. La ciudad ha tenido un rápido crecimiento debido a su actividad industrial y turística. El 27 de enero del 2016 fue declarada Zona Metropolitana de San Juan del Río. Ya es limítrofe y parte de dos Megalólopis; la de Zona metropolitana de Ciudad de México (ZMVM) y la del Bajío.

## Historia
Época Prehispánica
El municipio de San Juan del Río fue la zona habitada por la antigua cultura Otomí hacia el año 400 a. C. a 900/1000 d. C. aproximadamente; a lo largo de estos años la población y los patrones de asentamientos presentaron cambios, de la cual se establecen tres etapas:  
La primera abarca desde 500 a. C. hasta 100 d. C. En este lapso se establecieron grupos seguramente provenientes del suroeste de Guanajuato y que identificamos con la llamada "Cultura Chupícuaro". Estos grupos ocuparon la cima del cerro de la cruz, donde se construyó un centro ceremonial, que contaba con pequeñas plataformas cuadrangulares de tierra y barro revestidas con toba careada; seguramente también había construcciones de materiales perecederos, de las que se han localizado cimientos de forma circular.
La segunda etapa de ocupación se considera entre los años 100 d. C. y 700 d. C. en los inicios de esta etapa llegaron a la región grupos provenientes de la Cuenca de México. Ellos eligieron también el Cerro de la Cruz para su asentamiento y se realizaron obras de construcción que cambiaron el aspecto del antiguo centro ceremonial: se construyó una gran plataforma que cubre toda la superficie del cerro y en el sector noreste se edificó un basamento piramidal y una plaza abierta frente a la fachada oeste del mismo. Hacia 450 d. C. se había creado, al parecer por grupos teotihuacanos, un gran centro de poder en el Rosario, a escasos siete kilómetros al noreste del cerro de la cruz, y este último, aunque continuó con su carácter de centro ceremonial, perdió su relevancia original. La etapa comprendida entre los años 700 y 900 d. C. es de grandes movimientos de grupos y surgimiento de nuevos asentamientos en gran parte de Mesoamérica.
Estas ruinas arqueológicas recientemente encontradas en el municipio, han sido fechadas no con exactitud por la falta de recursos investigativos, sin embargo se plantea que hay vestigios para establecer que dichas ruinas fueron habitadas a finales del periodo clásico y principios del posclásico entre los años 600 y 1000 d. C., esta zona fue habitada por grupos Chichimecas hasta la conquista de los españoles y se identifica que dichas ruinas fueron habitadas específicamente por la cultura Otomí.
Fundación
Poco después de la conquista española en la zona del Bajío, San Juan del Río tuvo sus primeros habitantes por un indio Otomí proveniente de Jilotepec, que viajaba junto con un grupo de pacificadores. Todo el batallón iba asesorado por un pequeño grupo de soldados españoles, así como uno o dos religiosos. El municipio se fundó el 24 de junio de 1531 como una villa como una frontera de salvaguarda durante la confrontación de los chichimecas y los virreinales. Además se dice que la ocupación del lugar no se consigna como una etapa violenta, por el contrario, parece ser que no se recurrió a la fuerza de la espada. Durante todo el Virreinato y hasta mediados del presente siglo, la Jurisdicción de San Juan del Río se compuso de tres Partidos o Feligresías: el Pueblo de San Juan del Río, la de Santa María de la Asunción de Tequisquiapan, y el de Santa María de los Montes de Amealco. Una vez fundada la villa y dada por conquistada pacíficamente, se comenzó la labor organizativa y de edificación; se erigió la primera capilla del pueblo construida por los religiosos franciscanos y se realizó el trazado de las calles principales.
En el siglo XVI se construyó uno de los primeros elementos urbanos de unos comunitarios que fue el puente sobre el río de San Juan en 1561 (hoy avenida Benito Juárez), que durante la época de lluvias dejaba incomunicada a la población. 

Siglo XVIII y XIX
A principios del siglo XVIII, a instancias del gobierno virreinal se volvió a reconstruir el puente, teniendo como resultado uno mucho más sólido y vistoso que los dos anteriores: construido sobre cinco arcos y placas de cantera que a la fecha se mantienen vigentes. Este puente se concluyó el 23 de enero de 1722 gobernando el Excelentísimo Sr. Duque de Linares.
Además de este relevante elemento urbano, empezaron a ganar terreno las iglesias, templos y conventos con su respectiva influencia ideológica. El antiguo casco urbano de San Juan del Río es similar al de Querétaro, en el cual quedaron incluidos dos tipos de trazado, la traza irregular que se supone fue la zona indígena antigua en donde se edificó el templo para indígenas del Calvario. Los años medios del siglo XVII fueron testigos de esta intensa actividad. Uno de los primeros edificios fundados, fue el del Convento de la Preciosa Sangre de Nuestro Señor Jesucristo, mismo que sirvió para atender a los misioneros Dominicos. 
En 1693 se inició la construcción de una nueva Iglesia Parroquial, misma que fue consagrada el 25 de julio de 1729 y dedicada al santo patrón de la ciudad, san Juan Bautista. En la actualidad tiene como patrona a la Virgen María bajo la advocación de Guadalupe, con una imagen fechada el 12 de octubre de 1767 de autoría anónima. Por esas mismas fechas se concluyó la construcción del templo y convento de Santo Domingo; el mencionado convento se localiza en la calle principal de San Juan del Río. 
En lo civil y de gobierno, San Juan del Río estaba administrado a través del Juez ordinario de la Jurisdicción, un teniente provincial del Real Tribunal de la Acordada, y tres tenientes particulares. Además de un gobernador, la república de indios estaba organizada por dos alcaldes, tres alguaciles mayores, tres jueces de sementeras y un escribano real; adicionalmente había varios oficiales y topiles, y ocho mandones o tableros, uno por cada barrio del pue
El 3 de abril de 1847, en el marco de la guerra entre México y los Estados Unidos, el gobierno del Estado otorgó a la entonces Villa de San Juan del Río el título de ciudad. 
En 1863, Don Benito Juárez, en su huida a San Luis Potosí, pernoctó en San Juan del Río y, en 1867, Maximiliano de Habsburgo lanzó en esta ciudad una de sus últimas proclamas, en la cual exhortaba a la población a defender la Independencia y el orden interior del país. Posteriormente, en el Cerro de las Campanas de la ciudad de Querétaro fue fusilado junto a los generales Miramón y Mejía.
En la última década del siglo XIX San Juan del Río participó del desarrollo ferroviario al tenderse la vía del Ferrocarril Nacional Mexicano. Entre 1960 y 1970, San Juan del Río inició su transformación urbana, económica y social dado al proceso industrializador, comercial y de comunicaciones; factores que han colocado actualmente a este municipio como el segundo en importancia en el Estado de Querétaro.

## Escudo

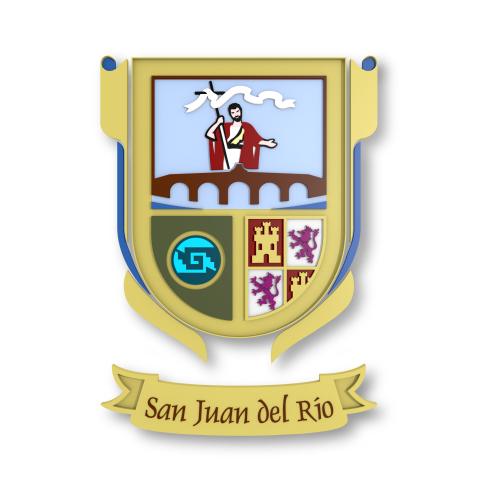
Escudo oficial de San Juan del Río

Anteriormente, el escudo de la ciudad representaba al puente de la historia o puente de piedra, con el escudo de la Corona española. En 1985, el Ayuntamiento de la Ciudad, convocó un diseño para tener un escudo oficial, siendo electo el más significativo, el del autor Héctor Rojas.
Se compone de un blasón tradicional acompañado de un par de cenefas que descienden desde la parte superior y se unen en la parte central inferior. El blasón se divide en tres secciones representativas del municipio de la siguiente forma: en el medio superior, se ubica la imagen del Santo Patrono San Juan Bautista, erguido sobre el “Puente de la Historia” representando la fundación y la evangelización del pueblo.
El medio inferior, se divide a su vez en dos partes que representan el momento previo a la evangelización: el lado izquierdo se ubica la rode la otomí, que simboliza nuestras raíces prehispánicas; el lado derecho da espacio al escudo español, como significado de quienes fundan la ciudad. En la parte baja del blasón se ubica un gallardete que lleva inscrito el nombre del municipio.

## Ubicación y límites
El municipio de San Juan del Río está ubicado entre las coordenadas 20°12'25" y 20°32'51" de latitud norte y las coordenadas 99°50'07" y 100°11'40" de longitud oeste. Su altitud va de los 1920 metros y está a 51 kilómetros de la capital del estado.
El porcentaje territorial que ocupa el Municipio de San Juan del Río es de 6.9 % de la superficie del estado. Colinda al norte con los municipios de Pedro Escobedo y Tequisquiapan y los estados de Hidalgo y México; al sur con el estado de México, al oeste con los municipios de Amealco de Bonfil, Huimilpan y Pedro Escobedo.

## Geografía
La ciudad se encuentra asentada en un valle sedimentario centro de una rica zona agrícola con abundantes corrientes subterráneas de aguas termales de unos 37.5 °C.
Rodean al valle de San Juan las serranías de La Llave (2.450 m s. n. m.) de Xajay (2.750 m s. n. m.) de Escolásticas (2.800 m s. n. m.) y Jingó (2.500 m s. n. m.).
Orografía
El municipio se encuentra asentado en una zona plana que se conoce con el nombre de Plan de San Juan; dentro de sus características de relieve se considera un 40% de superficie ocupada por zonas planas, 40% de su topografía tiene suaves lomeríos y el 20% restante es abrupta.
Hidrografía
Las corrientes superficiales más importantes del municipio son los ríos de San Juan, Culebra y el Prieto; además se tiene la presencia de arroyos perennes como El Caracol, Cocheros, Ciprés, La Culebra, Hondo, Dosocuá, Hierbabuena y Viborillas, entre otros.

## Clima
El clima es sub-húmedo con lluvias en verano, teniendo una temperatura promedio de 16.5° centígrados y una precipitación pluvial anual promedio de 572 milímetros.

## Población
El INEGI en sus conteo por entidad federativa del 2015 muestra una población de 268,408 habitantes siendo el segundo municipio del estado en importancia y población. La evolución de la población municipal ha sido de la siguiente manera: 
| Año  | Número de habitantes |
| 1950 | 31 233               |
| 1960 | 39 450               |
| 1970 | 53 899               |
| 1980 | 81 820               |
| 1990 | 126 555              |
| 1995 | 154 922              |
| 2000 | 179 668              |
| 2005 | 208 462              |
| 2010 | 241 699              |
| 2015 | 268 406              |
| 2020 | 297 804              |

### Localidades
| Principales localidades del municipio de San Juan del Río |                              |                  |       |                                     |                  |
| Clave                                                     | Nombre                       | Población (2020) | Clave | Nombre                              | Población (2020) |
| 0001                                                      | San Juan del Río             | 177,719 hab.     | 0043  | Paso de Mata                        | 5,013 hab.       |
| 0002                                                      | Arcila                       | 4,245 hab.       | 0048  | Puerta de Palmillas                 | 2,572 hab.       |
| 0007                                                      | Casa Blanca                  | 1,325 hab.       | 0049  | El Rosario                          | 2,561 hab.       |
| 0008                                                      | Cazadero                     | 3,481 hab.       | 0056  | San Miguel Galindo                  | 2,104 hab.       |
| 0011                                                      | Cerro Gordo                  | 8,576 hab.       | 0058  | San Sebastián de la Barrancas Norte | 2,137 hab.       |
| 0013                                                      | El Coto                      | 1,558 hab.       | 0059  | Santa Bárbara la Cueva              | 2,390 hab.       |
| 0016                                                      | Dolores Cuadrilla de Enmedio | 1,820 hab.       | 0060  | Santa Cruz Escandón                 | 1,505 hab.       |
| 0024                                                      | Galindo                      | 5,322 hab.       | 0064  | Santa Matilde                       | 2,324 hab.       |
| 0028                                                      | El Jazmín                    | 1,893 hab.       | 0066  | Santa Rosa Xajay                    | 4,088 hab.       |
| 0031                                                      | Laguna de Vaquerías          | 1,428 hab.       | 0070  | La Valla                            | 6,607 hab.       |
| 0033                                                      | La Llave                     | 6,699 hab.       | 0072  | Visthá                              | 4,360 hab.       |
| 0038                                                      | Ojo de Agua                  | 1,198 hab.       | 0083  | San Sebastián de las Barrancas Sur  | 1,352 hab.       |
| 0039                                                      | El Organal                   | 2,584 hab.       | 0093  | Loma Linda                          | 3,170 hab.       |
| 0041                                                      | Palmillas                    | 1,588 hab.       | 0094  | La Estancia                         | 7,335 hab.       |
| 0042                                                      | Senegal de las Palomas       | 2,379 hab.       |       |                                     |                  |

## Gobierno

### Gabinete
Su estructura gubernamental se compone de la siguiente forma: Alcalde municipal, Secretario de Gobierno, Secretario del Ayuntamiento, secretario de Administración, secretario de Finanzas, secretario de Desarrollo Económico, secretario de Desarrollo Social, secretario de Seguridad Pública, secretario de Servicios Municipales, secretario técnico y un secretario de Desarrollo Urbano y Obras Públicas Municipales.

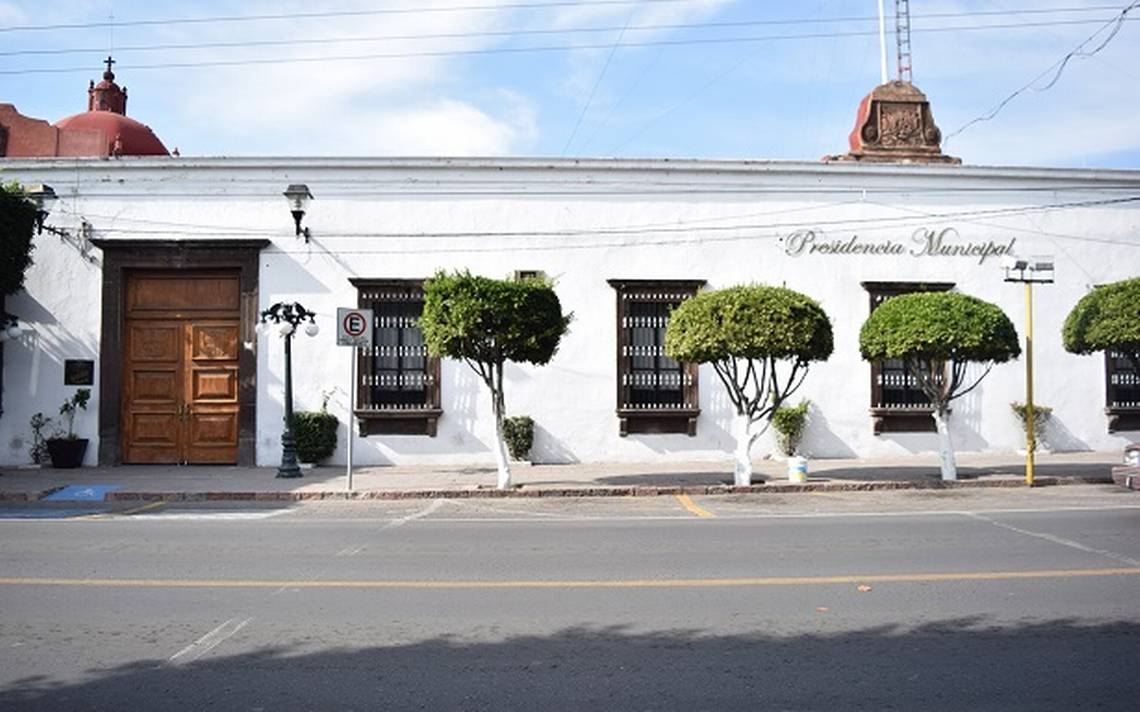
Ayuntamiento del municipio

### Ayuntamiento
Regidor Síndico Municipal, Comisión de Gobernación, Comisión de Seguridad Pública y Tránsito, Comisión de Hacienda, Patrimonio y Cuenca Pública, Comisión de Obras y Servicios Públicos, comisión de Educación y Cultura, Comisión de Desarrollo Agropecuario, Comisión de Industria, Comisión de Salud Pública, Comisión de Desarrollo Social y Derechos Humanos, Comisión de Desarrollo Urbano, Comisión de Turismo, Comisión de Gestoría, Comisión de Comercio, Comisión de Ecología, Comisión de Juventud y Deporte y Comisión de Trabajadores Migrantes; todos estos departamentos más sus respectivos Secretarios.

### Representación legislativa
Para la elección de Diputados locales al Congreso de Querétaro y de Diputados federales al Congreso de la Unión, el municipio de San Juan del Río se encuentra integrado en los siguientes distritos electorales:
Local:
- Distrito 8 con cabecera en San Juan del Río. Abarca la zona centro y sur del municipio, así como el municipio de Amealco.
- Distrito 9 con cabecera en San Juan del Río. Abarca la zona oriente del municipio.
- Distrito 10 con cabecera en Pedro Escobedo. Abarca la zona norte y poniente del municipio, así como el municipio de Pedro Escobedo y la zona nor-oriente de Huimilpan.

Federal:
- Distrito 2 con cabecera en San Juan del Río. Abarca los municipios de Ezequiel Montes, San Juan del Río y Tequisquiapan.

| Año         | Presidente municipal                     | Partido Político |
| ----------- | ---------------------------------------- | ---------------- |
| 1916 - 1917 | Severiano Ayala                          |                  |
| 1917 - 1919 | J. Norberto Borbolla                     |                  |
| 1920        | R. José Martínez Sánchez                 |                  |
| 1920        | Antonio Montes                           |                  |
| 1920        | Mariano Loyola                           |                  |
| 1920        | Antonio García Rebollo                   |                  |
| 1920 - 1921 | Ricardo Olvera                           |                  |
| 1921        | Manuel C. Romero                         |                  |
| 1921 - 1923 | Ricardo L. Monroy                        |                  |
| 1924 - 1925 | Próspero Martínez                        |                  |
| 1925        | J. Guadalupe Ramírez                     |                  |
| 1925 - 1927 | Saturnino Osornio                        |                  |
| 1927        | Isauro Trejo                             |                  |
| 1927 - 1928 | Ildefonso de la Peña                     |                  |
| 1928        | José García Rebollo                      |                  |
| 1928        | José Z. Serrano                          |                  |
| 1928 - 1929 | José C. González                         |                  |
| 1929        | José Martínez                            |                  |
| 1929        | José Bárcena                             |                  |
| 1929        | Andrés Hoyo                              |                  |
| 1929        | Salvador Gómez                           |                  |
| 1929        | Guillermo López Real                     |                  |
| 1929 - 1932 | Fidencio Osornio                         |                  |
| 1932 - 1933 | Teófilo Gómez                            |                  |
| 1933        | Fidencio Osornio                         |                  |
| 1933 - 1936 | Palemón Ríos                             |                  |
| 1936        | Francisco Kraus                          |                  |
| 1936 - 1937 | Rodolfo Monroy                           |                  |
| 1937 - 1939 | Álvaro Tejeida Rangel                    |                  |
| 1939        | Luis G. Pinal                            |                  |
| 1939        | Pablo Olivares                           |                  |
| 1939 - 1940 | Miguel Bueno                             |                  |
| 1940 - 1941 | Roberto Licea                            |                  |
| 1941 - 1943 | José Alegría                             | PRM              |
| 1943 - 1944 | Isauro P. Vázquez                        |                  |
| 1944 - 1945 | J. Santos Sinecio                        | PRM              |
| 1945        | Gabriel Herrera Cabrera                  |                  |
| 1945 - 1946 | Juan B. González                         |                  |
| 1946 - 1949 | Víctor Corchado                          | PRI              |
| 1949 - 1951 | Teófilo Gómez Centeno                    | PRI              |
| 1951 - 1952 | Jesús Machuca Dorantes                   |                  |
| 1952 - 1954 | Francisco Cabrera Pedraza                | PRI              |
| 1954        | Felipe Cardoso Flores                    |                  |
| 1954 - 1955 | José Ayala Guillén                       |                  |
| 1955 - 1958 | Salvador Gómez Centeno                   | PRI              |
| 1958        | J. José García Rebollo                   |                  |
| 1958 - 1961 | Jesús Uribe y Uribe                      | PRI              |
| 1961 - 1964 | Ernesto Callejas Pacheco                 | PRI              |
| 1964 - 1967 | Manuel Suárez Muñoz                      | PRI              |
| 1967 - 1970 | Raúl Olvera Aróstegui                    | PRI              |
| 1970 - 1973 | Enrique Burgos García                    | PRI              |
| 1973 - 1976 | Gilberto Ugalde Campos                   | PRI              |
| 1976        | María Dolores Paz Garduño                | Interina PRI     |
| 1976 - 1979 | Gustavo Nieto Ramírez                    | PRI              |
| 1979 - 1982 | Jorge Herbert Pérez                      | PRI              |
| 1982 - 1985 | Anacarsis Leopoldo Peralta Navarrete     | PRI              |
| 1985 - 1988 | Federico Gómez Vázquez                   | PRI              |
| 1988 - 1991 | Jaime Nieto Ramírez                      | PRI              |
| 1991 - 1994 | Jesús Salvador Olvera Pérez              | PAN              |
| 1994 - 1997 | Francisco Erick Layseca Coéllar          | PAN              |
| 1997 - 2000 | Gilberto Ariel Cecilio Ortega Mejía      | PAN              |
| 2000 - 2003 | Atilano Inzunza Inzunza                  | PAN              |
| 2003 - 2006 | Ma. de los Ángeles Jacaranda López Salas | PRI              |
| 2006        | José Luis Gutiérrez Legorreta            | PRI              |
| 2006 - 2009 | Jorge Rivadeneyra Díaz                   | PAN              |
| 2009        | Ricardo Morales Alegría                  | PAN              |
| 2009 - 2012 | Gustavo Nieto Chávez                     | PRI              |
| 2012 - 2015 | Fabián Pineda Morales                    | PRI              |
| 2015 - 2018 | Guillermo Vega Guerrero                  | PAN              |
| 2018 - 2021 | Guillermo Vega Guerrero                  | PAN              |
| 2018        | Pacheli Isidro Demeneghi Rivero          | PAN              |
| 2021        | Liliana San Martín Castillo              | PAN              |
| 2021 - 2024 | Roberto Carlos Cabrera Valencia          | PAN              |
| 2024 - 2027 | Roberto Carlos Cabrera Valencia          | PAN              |

## Economía
Agricultura

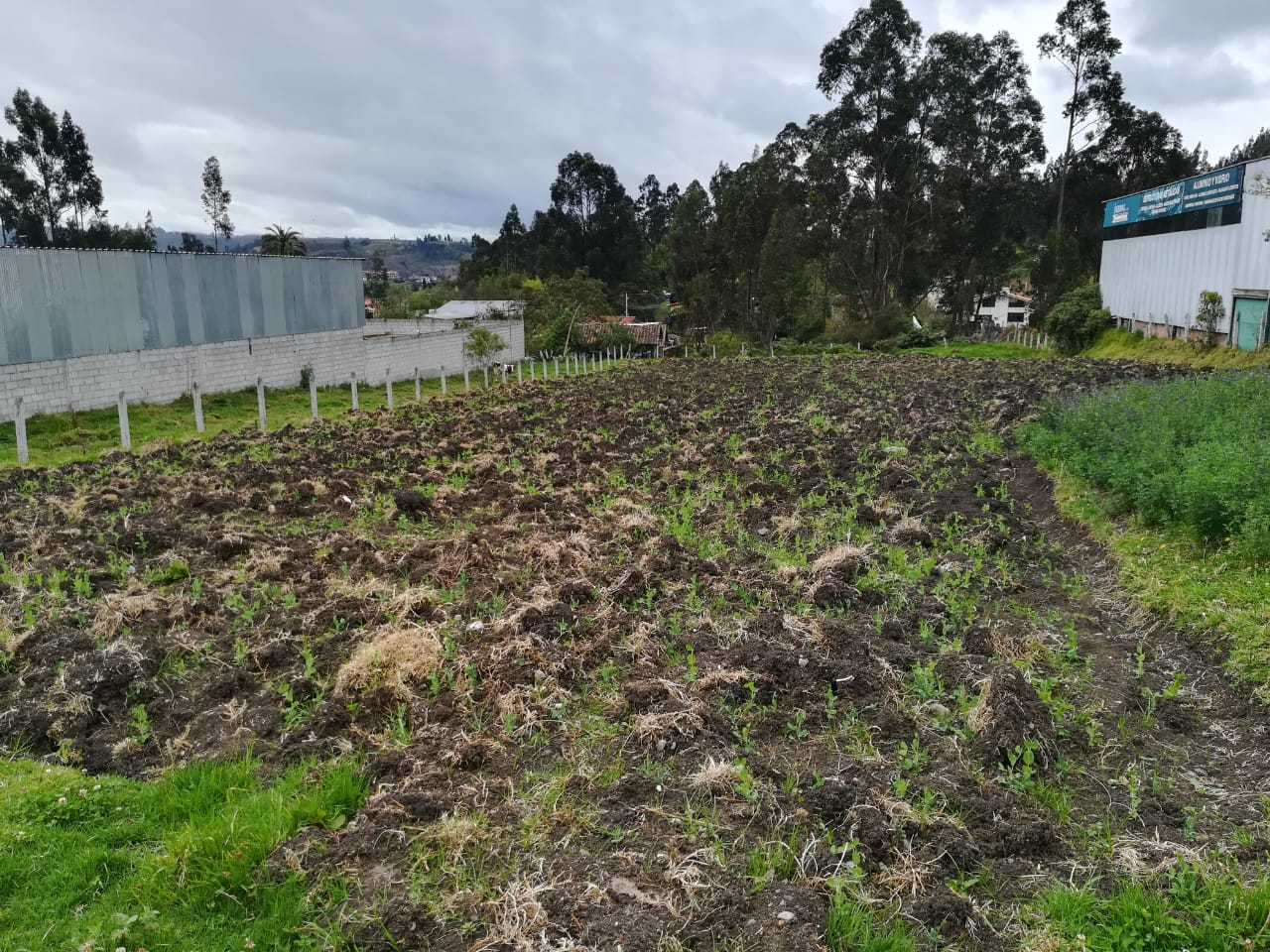
Agricultura como una de las principales actividades del municipio

En el municipio se cuenta con una superficie de 77,990 hectáreas, de las que 61,785 son ejidales (79.2%) y 16 205 son pequeña propiedad (20.8%). Mismas que a su vez se dividen en 38 215 hectáreas de temporal, 8 900 de riego, 27,570 de agostadero, 1,331 de bosques y 2,340 cambiaron de uso agrícola a urbano. En estas áreas agrícolas se cuenta con infraestructura de apoyo como: carreteras, presas, sistemas de riego, bodegas y maquinaria, así como los correspondientes centros de consumo y comercialización.
Los principales cultivos en el municipio son: alfalfa, avena forrajera, maíz, fríjol, sorgo, trigo, chile seco, nopal, uva, durazno y hortalizas como el brócoli y el jitomate.
Industria
La ubicación geográfica de San Juan del Río, ha sido a lo largo de su historia un elemento determinante para la atracción y desarrollo de industrias y de empresarios. El proceso de industrialización comenzó tímidamente durante la tercera década del siglo XX, en los límites del casco urbano, al Suroeste sobre la carretera a Tequisquiapan, en una superficie de 300 hectáreas. Para la década de los setenta se dio un crecimiento importante en la planta productiva, y durante los años ochenta se consolidó plenamente. A este hecho afectó de manera importante la inserción del municipio al Programa Estatal de Fomento Industrial, concibiendo como un corredor industrial que integraría productivamente municipios intermedios.

## Turismo

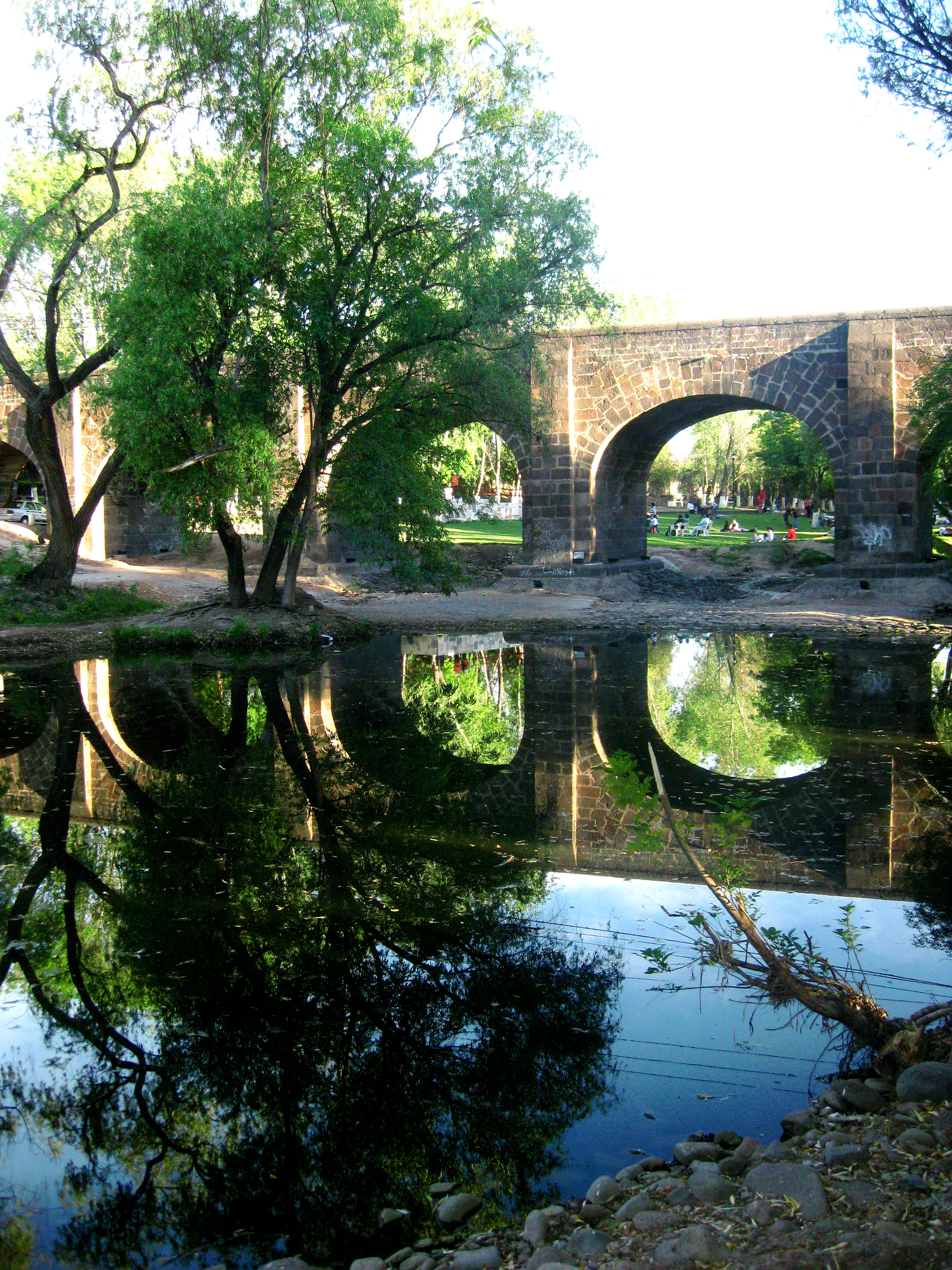
Puente de la Historia San Juan del RIO

### Monumentos históricos
- Puente de la historia

Ubicado en Av. Benito Juárez Pte. frente al Panteón Municipal. Don Francisco Fernández de la Cueva, Duque de Albuquerque, Marqués de Cuellar, ordenó al arquitecto español Pedro de Arrieta, la construcción de un puente para San Juan del Río, cuya construcción inició el 9 de febrero de 1710 y se terminó el 23 de enero de 1711. 
- Templo del Señor del Sacromonte

Ubicado en Av. Juárez Ote. en el Jardín de la Familia. La iglesia que se comenzó a construir en terreno cedido por el Ayuntamiento de la Villa, con las copiosas limosnas de los fieles. El permiso para su construcción fue dado por el gobernador del Estado el 4 de agosto de 1826. Ahí se realizaron festividades religiosas el viernes 20 de noviembre de 1831, con la bendición y dedicación del Templo. Al terminar los tres días de fiestas religiosas comenzaron seis días de fiestas profanas.
- Templo Parroquial y exconvento de Santo Domingo

Templo de Santo Domingo

Ubicado en Av. Juárez y Zaragoza. La fundación del convento se hizo por despachos y licencias del Exmo. Sr. Virrey don Melchor Portocarrero Lasso de la Vega, Conde de Monclova, de fecha 26 de enero de 1690, con el objeto de que los religiosos enfermos que misionaban la Sierra Gorda, pasaran a curarse a este convento, ya que Querétaro les quedaba más retirado. Dicho convento pertenecía a la Santa Provincia de Santiago de la Orden de Predicadores, denominándose Convento de la preciosa Sangre de Nuestro Señor Jesucristo de San Juan del Río. La tarde del 6 de septiembre de 1823 llegaron las urnas fúnebres que contenían los cráneos de don Miguel Hidalgo y Costilla, Ignacio Allende, Mariano Jiménez, así como los restos de don Francisco Javier Mina y Pedro Moreno, los cuales fueron velados en este convento. El convento es sencillo y está ocupado en la actualidad por la Presidencia Municipal.
- Templo Parroquial de San Juan Bautista

Ubicado frente a la Plaza de los Fundadores. La primera iglesia que hubo en el pueblo, se construyó en el predio que ocupa actualmente el templo parroquial de San Juan Bautista. En el siguiente siglo y hacia fines de él, se pidió tirar la iglesia, y no es sino hasta principios de 1700, cuando fue derribada hasta sus cimientos; ya que era pequeña y construida con tierra. El señor cura don Esteban García Rebollo, que no toleraba la discriminación racial, ya que se llamaba Parroquia de los Naturales, le consagró con el nombre de templo del Sagrado Corazón de Jesús, desde el 2006 es la Parroquia de San Juan Bautista.
- Santuario Diocesano de Nuestra Señora de Guadalupe

Ubicado frente a la Plaza Independencia. Su construcción comenzó el 9 de mayo de 1689, donde el clero y los vecinos de San Juan del Río, se dirigieron al Virrey don Gaspar de la Cerda Sandoval Silva y Mendoza, Conde de Galve, con el objeto de obtener el permiso para su construcción. Actualmente se venera a la Virgen de Guadalupe en su interior.

### Plazas
- Plaza independencia

Ubicada entre las calles de Hidalgo y Guerrero, Centro. Se ubica en el Centro de la Ciudad. En ella se levanta una columna, construida en honor a la Emperatriz Carlota. A la caída del imperio fue dedicada a la Independencia. Tiene una amplia lápida de mármol en la que ostenta la fecha de intervención ordenada por el Ayuntamiento de San Juan del Río y dice: "EL AYUNTAMIENTO EN HONOR A LA INDEPENDENCIA NACIONAL 1865". La bendición de la fuente que se construyó alrededor del monumento a la Libertad fue el 19 de marzo de 1887. En un principio la columna estaba adornada en su parte superior por un águila hecha de bronce, la cual fue destruida por un rayo.

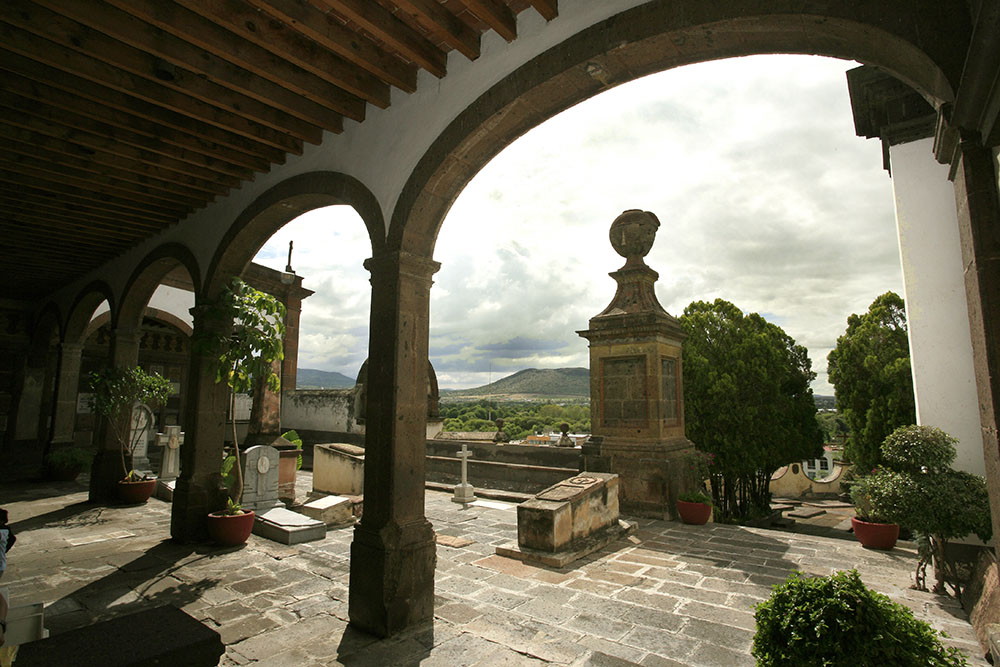
Museo de la Muerte

- Plaza de los fundadores

Ubicada entre las calles de Hidalgo y 16 de Septiembre. En un principio formaba parte del templo del Sagrado Corazón, en él se encontraba ubicado el panteón. Posteriormente pasó a ser el Jardín Cosío y luego Jardín Porfirio Díaz; también se le llamó Jardín Madero y finalmente en el año de 1981, fue remodelado como actualmente lo conocemos, con su kiosco. En él se encuentra un monumento en honor a los fundadores de San Juan del Río.

### Museos
- Museo de la muerte

Ubicado en la calle 2 de abril no. 42. A este museo se le llama "Museo de Sitio", porque el edificio que le da cabida y sentido es el Cementerio de la Santa Veracruz. inaugurado en 1997 tiene por objeto mostrar la importancia que el ser humano le da al acto de morir. Las maneras han cambiado y hoy presenta algunos rituales que los mexicanos realizan a lo largo de su historia. Ahí se pueden conocer algunos antecedentes de cómo se ritualiza a los habitantes muertos de estas tierras antes de que llegaran los españoles a conquistarlas. 
- Sala museográfica iztachichimecapan

Av. Juárez a un costado del Templo del Sacromonte. Ubicado dentro de las instalaciones del edificio del Centro Histórico, en él se observan diferentes piezas arqueológicas que muestran las diferentes etapas de ocupación que se tuvieron durante la época Prehispánica en San Juan del Río.

### Fiestas, danzas y tradiciones
En San Juan del Río se puede disfrutar de todas las fiestas: religiosas, patrias, bravas, así como de la feria por aniversario de la fundación de la ciudad. 
Entre las danzas más representativas de la región se encuentran las siguientes:
- Danza chichimeca o concheros.
- Danza de conquista de moros y cristianos.
- Danza shita o xita.
- Danza del Rey Saúl.

### Música
Los primeros sonidos de la región fueron la música que hacían las llamadas orquestas típicas , ya que ahora existen bandas de viento, representativas de la región. Ha sido representativo de esta ciudad el tradicional corrido de "La Estampilla", cuya letra y melodía probablemente tenga su origen a finales del siglo XVI.

### Artesanías
El ópalo, piedra semipreciosa, se extrae de las minas de San Juan del Río en cantidades considerables. Cada una pose infinidad de colores que varían con la dirección de la luz solar. Los ópalos son trabajados magistralmente por artesanos del lugar, entre ellos podemos citar a la familia Cabrera que tiene cuarenta y cuatro años en el ejercicio del bello arte de la lapidaria. Actualmente por su favorable aceptación en el mercado, los trabajos de ópalo se exportan al extranjero, principalmente al Japón, donde son considerados como un valioso amuleto.
En los tradicionales portales, se instalan Señoras que venden elaboradas carpetas tejidas a gancho, así como servilletas con deshilado; mientras que en el mercado artesanal se pueden adquirir variadas piezas de alfarería, metales y labrados de cantera en la región.

### Gastronomía
Nopales en penca, Conejo en pulque, Curados de pulque, Chanclas (tamales), Carnitas, Barbacoa, Gorditas de maíz quebrado, Enchiladas de canasta.

## Centros Turísticos
Centros recreativos
- Club de Golf San Gil[23]

A unos cuantos minutos de la ciudad de San Juan del Río se encuentra el fraccionamiento residencial y Club de Golf San Gil. Justo a pie de carretera este inmenso complejo ofrece una gran variedad de servicios. El campo de 18 hoyos está bien acondicionado y es sede de importantes torneos nacionales e internacionales. San Gil cuenta con un hermoso lago, casa club y amplios jardines.
- Parque Ecológico Paso de los Guzmán[24]

Ubicado en Blvd. Paso de los Guzmán s/n, Centro. Este hermoso parque cuenta con amplias instalaciones deportivas como son canchas de básquetbol, fútbol rápido, voleibol, pista de patines, área de palapas, cafetería, pista para correr y juegos infantiles. El parque es ideal para disfrutar en familia un agradable fin de semana.
- Unidad Deportiva Maquío

Ubicado en Av. de las Garzas S/n Colonia Indeco. Esta unidad deportiva cuenta con un auditorio de amplia capacidad para disfrutar de los encuentros deportivos y culturales que ahí se desarrollan. Cuenta con canchas de básquetbol, voleibol, área de juegos infantiles y una cancha de fútbol con las medidas reglamentarias, así como con una pista de atletismo. Ideal para el esparcimiento y para aquellas personas que gustan de practicar el deporte.
- Unidad Deportiva San Juan

Ubicado en la carretera San Juan del Río - Tequisquiapan km 6. Este centro deportivo cuenta con varias canchas de fútbol; entre ellas una con las medidas reglamentarias, además de varias canchas de voleibol y básquetbol y área de juegos infantiles, así como una alberca con fosa de clavados y plataforma; baños, vestidores y servicio de cafetería.
- Centro Cultural y de Convenciones José María Morelos y Pavón

Ubicado en carretera Panamericana s/n, colonia Lomas de Guadalupe. En este lugar se encuentran instalaciones deportivas y culturales. Asimismo cuenta con un auditorio con capacidad para tres mil personas, así como canchas externas de voleibol y básquetbol, y servicio de cafetería y baños.